# Gaspare Gorresio
Gaspare Gorresio, född 17 december 1808 i Bagnasco, död 20 mars 1891 i Turin, var en Italiensk orientalist.
Gorresio blev 1832 professor i historia vid krigshögskolan och 1834 i filologi vid universitetet i Turin. Han började 1838, med statsunderstöd, orientaliska studier i Paris, blev 1852 professor i sanskrit i Turin (den förste i Italien) och utnämndes 1862 till överbibliotekarie vid nationalbiblioteket i samma stad samt blev 1876 utländsk ledamot av Institut de France. Hans huvudarbete är en edition av det berömda indiska poemet "Ramayana" jämte översättning, Ramayana, poema indiano di Valmichi (1843–58), vilken värderas för tolkningens trohet och språkets elegans.